# Adrian Winter
Adrian Winter (ur. 8 lipca 1986 w Thalwil) – szwajcarski piłkarz grający na pozycji pomocnika. Od 2016 roku jest zawodnikiem klubu FC Zürich. W reprezentacji Szwajcarii zadebiutował w 2012 roku. Rozegrał w niej jedno spotkanie.